# Christian Hochschwarzer
Christian Hochschwarzer (* 1. Jänner 1967) ist ein ehemaliger österreichischer Fußballspieler, der sowohl als Stürmer als auch als Mittelfeldspieler eingesetzt wurde.

## Spielerkarriere
Christian Hochschwarzer wurde am 1. Jänner 1967 geboren und begann seine Vereinskarriere als Fußballspieler in den 1970er Jahren bei seinem Heimatverein, dem SV Kolsass/Weer. Nachdem er hier sämtliche Nachwuchsspielklassen durchlaufen hatte, schaffte er den Sprung in die Herrenmannschaft, in der er bis Sommer 1989 aktiv war. In ebendiesem Sommer wurde er zum Zweitligaklub WSG Wattens, der gerade den Aufstieg aus der Regionalliga West geschafft hatte, gelotst. Unter Trainer Hugo Perwein fand der damals 22-Jährige Offensivspieler anfangs noch wenig Beachtung, gab jedoch am 19. August 1989 bei einem 2:2-Auswärtsremis gegen den SV Stockerau sein Profidebüt, als er in der 67. Minute für Helmut Weger ins Spiel geholt wurde. Anfangs noch vorrangig als Ersatzkraft vorgesehen, kam Hochschwarzer bald darauf bereits zu seinen ersten Einsätzen über die volle Spieldauer, wurde jedoch, aufgrund der hohen Spielerdichte auf seiner Position innerhalb des Vereins, immer wieder auch als Einwechselspieler eingesetzt. Die Saison 1989/90 schloss Hochschwarzer mit seinem Team auf dem zweiten Platz des unteren Play-offs ab; er selbst hatte es dabei auf 27 Einsätze und ein Tor gebracht.
Nach einem Trainerwechsel im Sommer 1990, als Helmut Kraft den bisherigen Trainer Hugo Perwein ablöste, wurde Hochschwarzer kaum noch berücksichtigt. Die meiste Zeit kam er von der Ersatzbank aus zu Einsätzen und hatte es bis zur Winterpause auf zwölf von 22 möglich gewesene Ligaauftritte gebracht und war dabei zweimal zum Torerfolg gekommen. Ab dem Frühjahr der Saison 1990/91 kam der Tiroler bereits eine Spielklasse tiefer beim SC Kundl zum Einsatz. Im Profifußball in Wattens zumeist auf Mittelfeldpositionen eingesetzt, war er in Kundl vermehrt als Stürmer auf dem Spielfeld. Die Spielzeit 1990/91 beendete der Klub im hinteren Tabellenabschnitt; Hochschwarzer wurde jedoch gleich zu einem Stammspieler in der Offensive. In der darauffolgenden Saison schaffte er es mit dem Klub auf den dritten Rang im Endklassement. Ähnlich erfolgreich war er mit der Mannschaft auch 1992/93, als der Herbstdurchgang in Salzburg, Vorarlberg und Tirol jeweils in einer Landesliga-Meisterschaft mit Hin- und Rückrunde ausgetragen wurde und im Frühjahr die besten Zweitplatzierten bzw. Drittplatzierten (aus Tirol und Vorarlberg je drei, aus Salzburg zwei) um den Aufstieg in die 2. Division gegeneinander antraten. Im Frühjahr beendete Kundl die Saison erneut auf dem dritten Platz. Hochschwarzer war lange Zeit als Stammspieler im Einsatz, verletzte sich jedoch am 11. April 1992 bei einem 0:0-Heimremis gegen den FC Kufstein und fiel danach für die restliche Spielzeit verletzungsbedingt aus.
Die nachfolgende Spielzeit 1993/94 wurde im gleichen Format ausgetragen, wie die vorangegangene. Mit dem SC Kundl belegte Hochschwarzer im Herbstdurchgang den vierten Platz in der Landesliga und schaffte damit nur knapp nicht die Teilnahme an der Regionalliga im Frühjahr. Die Saison 1994/95 verlief dafür umso erfolgreicher, als er es mit Kundl bis ins Achtelfinale des ÖFB-Cups 1994/95 schaffte und dort dem FK Austria Wien erst in der Verlängerung unterlag. In der Tiroler Liga schaffte es der Klub im Herbstdurchgang als Erstplatzierter ohne Probleme in die Regionalliga West und belegte in dieser im Endklassement den dritten Tabellenplatz. Eine überaus erfolgreiche Saison absolvierte er mit dem Verein auch 1995/96, als er es mit dem Team nicht nur bis ins Viertelfinale des ÖFB-Cups 1995/96 schaffte und dort knapp mit 0:1 gegen den Grazer AK verlor, sondern auch in der Liga weitestgehend triumphierte. Im Herbstdurchgang der Tiroler Landesliga blieb Hochschwarzer mit dem SC Kundl ungeschlagen und nahm als Erstplatzierter an der Regionalliga West im Frühjahr teil. In dieser schaffte es der Klub nur knapp nicht sich gegen den SC Schwarz-Weiß Bregenz durchzusetzen und belegte in der Endtabelle den zweiten Platz.
Die Regionalliga-Spielzeit 1996/97 wurde wieder im altbewährten System in einem Herbst- und Frühjahrsdurchgang (wie vor 1992/93) ausgetragen. In dieser Spielzeit wurde Hochschwarzer lange Zeit nicht eingesetzt und debütierte erst in der neunten Meisterschaftsrunde bei einem 10:0-Kantersieg über den FC Wacker Innsbruck, als er als Ersatzspieler zum Einsatz kam. Nachdem er bis zur Winterpause zu regelmäßigen Meisterschaftseinsätzen gekommen war, jedoch nie über die volle Zeit durchgespielt hatte, trat der mittlerweile 30 Jahre alte Hochschwarzer noch im selben Winter einen Wechsel zu seinem Heimatverein, dem SV Kolsass/Weer, an. Dort ließ er seine Karriere als Aktiver in weiterer Folge ausklingen; über weitere Karrierestationen ist nichts bekannt.
Seit Oktober 2013 ist der ihn Kolsass wohnhafte Hochschwarzer Gemeindeamtsleiter der Gemeinde Kolsassberg (Stand: 2022). Davor war Hochschwarzer bereits beim Gemeindeamt Weer tätig gewesen.